# 日方 (海南市)
日方（ひかた）は、和歌山県海南市の大字。2012年10月1日現在の人口は4,762人。郵便番号は642-0002。
本項ではかつて同区域に存在した海草郡日方町（ひかたちょう）についても記す。

## 地理
海南市の北西部、日方川下流にあたる。西で船尾、北で黒江・岡田、東で井田、南で名高・築地・藤白に接し、区域内に馬場町一 - 三丁目・山崎町一 - 三丁目が所在する。東西を日方川が横断し、北東に城ヶ峰がそびえる。国道42号・国道370号が南北を縦断し、国道370号から和歌山県道18号海南金屋線が日方川に沿って東方に分岐する。

### 山岳
- 城ヶ峰

### 河川
- 日方川

## 歴史
- 室町時代 - 三上荘大野郷のうちに日方村が存在。
- 天正5年 - 織田信長の紀州攻めの戦場となる。
- 幕末 - 名草郡日方浦が存在。「旧高旧領取調帳」の記載によると和歌山藩領。江戸期には里之町・南之町・御門之町・池之谷町・今市町があった。
- 明治4年7月14日（1871年8月29日） - 廃藩置県により和歌山県の管轄となる。
- 明治初年 - 日方浦が神田浦を合併。
- 1889年（明治22年）4月1日 - 町村制の施行により、日方浦が単独で自治体を形成して名草郡日方村が発足。
- 1896年（明治29年）4月1日 - 町制施行・所属郡変更により海草郡日方町となる。
- 1934年（昭和9年）5月1日 - 日方町が黒江町・内海町・大野村と合併して海南市が発足。同市の大字となる。
- 1957年（昭和32年） - 大字日方の一部よりが馬場町一 - 三丁目、山崎町一 - 三丁目が起立。

## 交通

### 鉄道
区域内を紀勢本線が通過するが、駅は所在しない。海南駅（1936年まで日方町駅）が至近に所在。1994年まで野上電気鉄道野上線の日方駅が、1971年まで南海和歌山軌道線の日方停留場・野上電車前停留場が所在。

### バス
和歌山バス
- 和歌山市内線
  - 1号系統
南海和歌山市駅 - 本町二丁目 - 県庁前 - 日赤医療センター前 - 車庫前 - 和歌浦口 - 医大病院前 - 琴の浦 - 海南駅前 - 海南藤白浜
  - 16号系統
南海和歌山市駅 - 城北橋 - 県庁前 - 日赤医療センター前 - 車庫前 - 和歌浦口 - 医大病院前 - 琴の浦 - 海南駅前 - 海南藤白浜
  - 116号系統
南海和歌山市駅 - 城北橋 - 県庁前 - 日赤医療センター前 - 車庫前 - 和歌浦口 - 医大病院前 - 琴の浦 - マリーナシティ - 琴の浦 - 海南駅前 - 海南藤白浜
  - 17号系統
南海和歌山市駅 - 城北橋 - 県庁前 - 日赤医療センター前 - 車庫前 - 和歌浦口 - 医大病院前 - 琴の浦 - 海南駅前 - 海南日限下
  - 20号系統
JR和歌山駅 - 公園前 - 県庁前 - 日赤医療センター前 - 車庫前 - 和歌浦口 - 医大病院前 - 琴の浦 - 海南駅前 - 海南藤白浜
  - 120号系統
JR和歌山駅 - 公園前 - 県庁前 - 日赤医療センター前 - 車庫前 - 和歌浦口 - 医大病院前 - 琴の浦 - スーパーセンターオークワ - 海南駅前 - 海南藤白浜
  - 121号系統
JR和歌山駅 - 公園前 - 県庁前 - 日赤医療センター前 - 車庫前 - 和歌浦口 - 医大病院前 - 琴の浦 - マリーナシティ - 琴の浦 - スーパーセンターオークワ - 海南駅前 - 海南藤白浜

- 紀三井寺線
  - 40号系統
南海和歌山市駅 - 本町二丁目 - JR和歌山駅 - 北出島 - 新手平 - 医大病院東口 - 紀三井寺 - 琴の浦 -海南駅前 - 海南藤白浜

- 琴の浦線
  - 46号系統
海南日限下 - 海南駅前 - 琴の浦 - 発電所前 - マリーナシティ
  - 47号系統
海南駅前 - 琴の浦 - 発電所前 - マリーナシティ

### 道路
- 国道42号
- 国道370号
- 和歌山県道18号海南金屋線

## 施設
- 海南市役所
- 海南市立海南中学校
- 海南市立日方小学校
- 海南市立日方幼稚園
- 海南日方郵便局
- 海南警察署
- 海南市消防本部
- 海南医療センター
- 海南市児童図書館
- 海南文化服装学院
- 県営住宅海南駅前団地
- 伊勢部柿本神社
- 永正寺
- 神田地蔵寺
- 久豊寺